# BABY FIRST
BABY FIRST（ベビー・ファースト）は、2020年に結成された日本のロックバンド。FRSKID(フリスキッド)のメンバー3人から構成される。

## 概要
2020年11月26日、FRSKID 1stフルアルバム「SEASON ONE」リリースワンマンライブ終了直後に、ベースKYOROの妊娠及び、バンドの活動休止(産休)が発表され、同時に産休の間、HIYOKO、SEKAI、NAN-JOEによる期間限定バンドとして、BABY FIRSTを結成することも発表。翌日11月27日には1stシングル「I'M OK」を配信リリース。
2021年6月、KYOROが出産を終え、FRSKIDの活動再開と同時に、BABY FIRSTも継続して活動していくことを発表。
2021年8月4日、1st EP「SPIN-OFF」をリリース。

## メンバー
HIYOKO（ひよこ、10月12日生まれ ）
- ボーカル、ベース及び作詞・作曲

SEKAI（せかい、3月15日生まれ ）
- ギター（曲によってはコーラス）

NAN-JOE（なんじょー、11月5日生まれ ）
- ドラムスとMC

## ディスコグラフィー

### シングル
|     | 発売日b        | タイトル | 規格品番 | 収録曲                  | 備考             |
| --- | -------------- | -------- | -------- | ----------------------- | ---------------- |
| 1st | 2020年11月27日 | I'M OK   | SL-12    | 1. I'M OK 2. MY PEGASUS | 配信限定シングル |

### アルバム
|        | 発売日b      | タイトル | 規格品番 | 収録曲                                                                                | 備考 |
| ------ | ------------ | -------- | -------- | ------------------------------------------------------------------------------------- | ---- |
| 1st EP | 2021年8月4日 | SPIN-OFF | SL-13    | 1. SOS!! 2. I'M OK 3. HELLO WORK 4. SUPER GO! 5. JET MY HEAD 6. SANDMAN 7. MY PEGASUS |      |